# Лавелл (тауншип, Миннесота)
Лавелл (англ. Lavell) — тауншип в округе Сент-Луис, Миннесота, США. На 2000 год его население составило 363 человека.

## География
По данным Бюро переписи населения США площадь тауншипа составляет 280,5 км², из которых 279,1 км² занимает суша, а 1,3 км² — вода (0,48 %).

## Демография
По данным переписи населения 2000 года здесь находились 363 человека, 131 домохозяйств и 105 семей. Плотность населения — 1,3 чел./км². На территории тауншипа расположено 159 построек со средней плотностью 0,6 построек на один квадратный километр. Расовый состав населения: 92,29 % белых, 0,83 % афроамериканцев, 1,65 % коренных американцев, 0,28 % азиатов, 2,48 % — других рас США и 2,48 % приходится на две или более других рас. Испанцы или латиноамериканцы любой расы составляли 3,58 % от популяции тауншипа.
Из 131 домохозяйств в 32,1 % воспитывались дети до 18 лет, в 66,4 % проживали супружеские пары, в 9,2 % проживали незамужние женщины и в 19,8 % домохозяйств проживали несемейные люди. 15,3 % домохозяйств состояли из одного человека, при том 2,3 % из — одиноких пожилых людей старше 65 лет. Средний размер домохозяйства — 2,77, а семьи — 3,04 человека.
27,5 % населения — младше 18 лет, 6,6 % — в возрасте от 18 до 24 лет, 28,7 % — от 25 до 44, 29,2 % — от 45 до 64, и 8,0 % — старше 65 лет. Средний возраст — 39 лет. На каждые 100 женщин приходилось 108,6 мужчин. На каждые 100 женщин старше 18 приходилось 107,1 мужчин.
Средний годовой доход домохозяйства составлял 43 056 долларов, а средний годовой доход семьи — 44 643 доллара. Средний доход мужчин — 40 938 долларов, в то время как у женщин — 23 750. Доход на душу населения составил 16 538 долларов. За чертой бедности находились 7,5 % семей и 7,3 % всего населения тауншипа, из которых 6,0 % младше 18 и 22,7 % старше 65 лет.